# Park Narodowy Andasibe-Mantadia
Park Narodowy Andasibe-Mantadia – park narodowy położony w środkowo-wschodniej części Madagaskaru, w regionie Alaotra-Mangoro. Zajmuje powierzchnię 154 km². Położony jest na północny wschód od Moramanga. Symbolem parku jest indris.
Powstał w 1989 roku. Obejmuje dwa odrębne obszary: niewielki rezerwat specjalny Analamazaotra oraz położony na północ Park Narodowy Mantadia. Obie części kiedyś należały do tego samego kompleksu lasu równikowego, ale ze względu na działalność człowieka są obecnie rozdzielone.

## Położenie
Park narodowy położony jest na wysokości 900–1250 m n.p.m. Ma dobre połączenie drogą Route nationale 2 ze stolicą kraju, Antananarywą, która znajduje się w odległości 145 km na zachód.

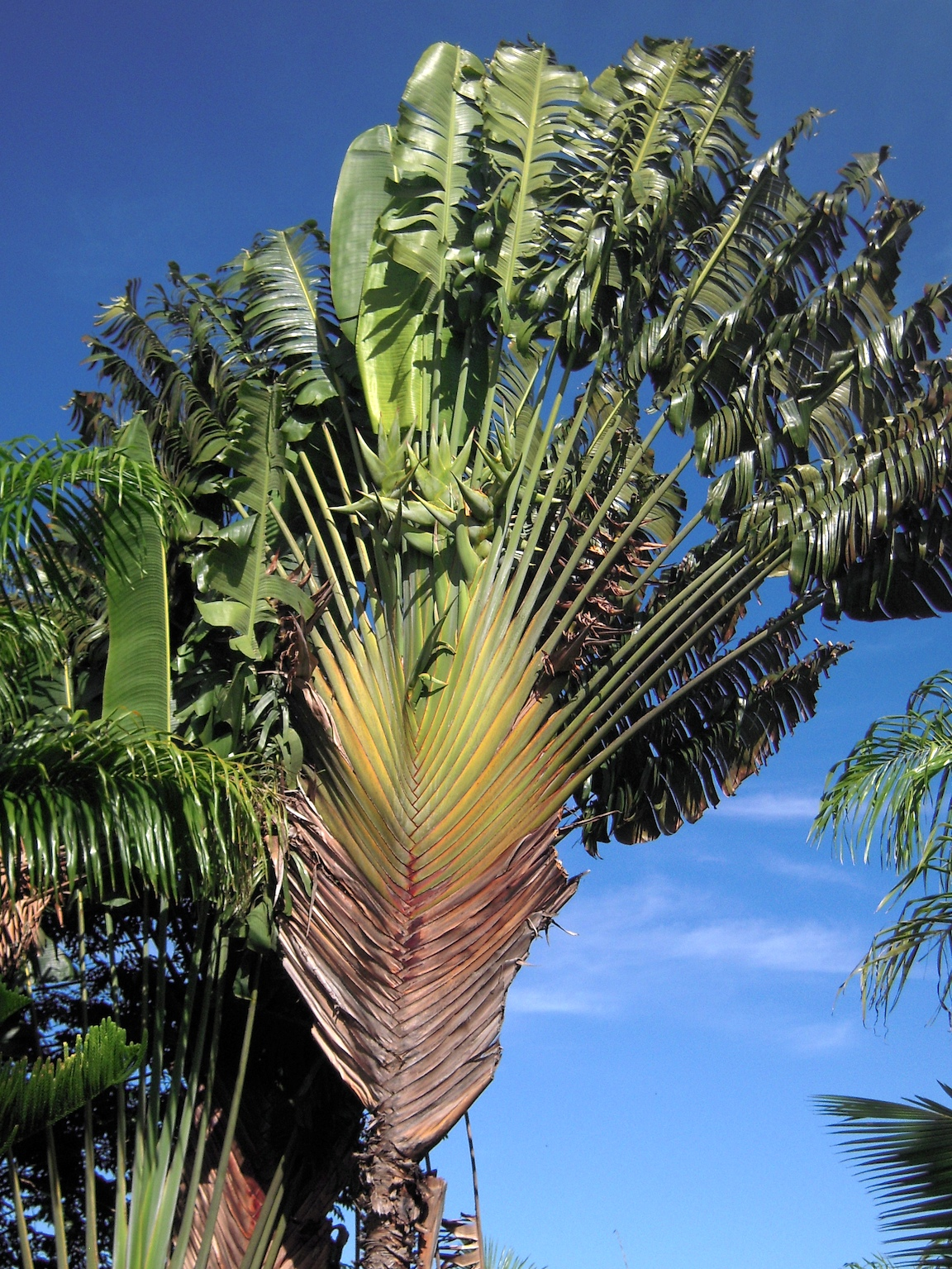
Pielgrzan madagaskarski

## Flora
Pierwotnie ten obszar porastał gęsty las równikowy. Las obecnie wciąż stanowi istotne siedlisko wielu gatunków zwłaszcza lian, paproci drzewiastych, epifitycznych storczyków (ponad 100 gatunków, między innymi Cymbidiella falcigera) oraz mchów. Innymi często spotykanymi roślinami były pandan, pielgrzan madagaskarski, Tambourissa, bambus, Dalbergia retusa czy Dalbergia funera. Nielegalne wycinanie drzew z powodu ekspansji kopalni grafitu jest głównym zagrożeniem dla ochrony tego obszaru.
Wśród gatunków inwazyjnych spotkać można gatunki zawleczone z Chin, takie jak Camelea sinensis czy Rubus mauricana. Na skraju parku rosną eukaliptusy.

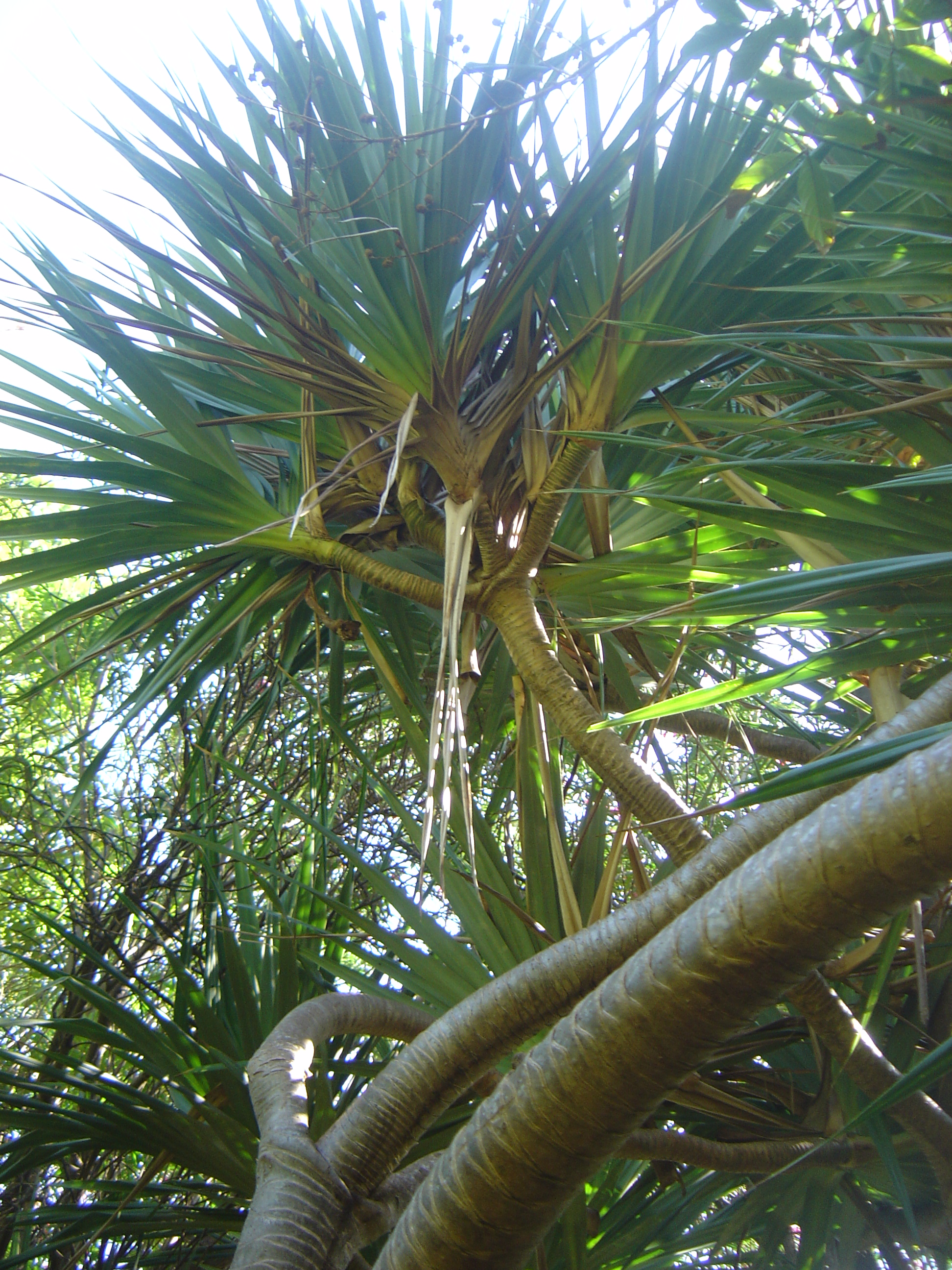
Pandan

## Fauna
Symbolem parku jest indris krótkoogonowy, który w języku malgaskim nazywany jest Babakoto. Dorosły osobnik może osiągnąć 1 m wysokości. Obecnie jest gatunkiem zagrożonym z powodu wylesiania i działalności rolniczej wokół parku. Oprócz indrisa w parku występują takie małpiatki, jak lemuria czerwonobrzucha, maki, sifaka diademowa, mikrusek rdzawy, wari czarno-biały, czy palczak madagaskarski.
Wielką różnorodność zwierząt uzupełnia kolejnych 15 gatunków ssaków, 112 gatunków ptaków (wiele z nich endemicznych, takich jak madagaskarniczek żółtobrewy (Crossleyia xanthophrys), czubak madagaskarski (Aviceda madagascariensis), pliszka malgaska (Motacilla flaviventris), muchodławka zmienna (Terpsiphone mutata) czy pręgoczub (Eutriorchis astur), 50 gatunków gadów (wśród nich największy kameleon na wyspie  – kameleon Parsona, a także Boa manditra i różne gekony, między innymi Uroplatus phantasticus) i ponad 80 płazów. Istnieje również kilka gatunków endemicznych ryb pływających w małych rzekach (w tym wpisane na listę IUCN zagrożone gatunki Ratsirakia legendrei i Rheocles alaotrensis) oraz setki gatunków owadów.

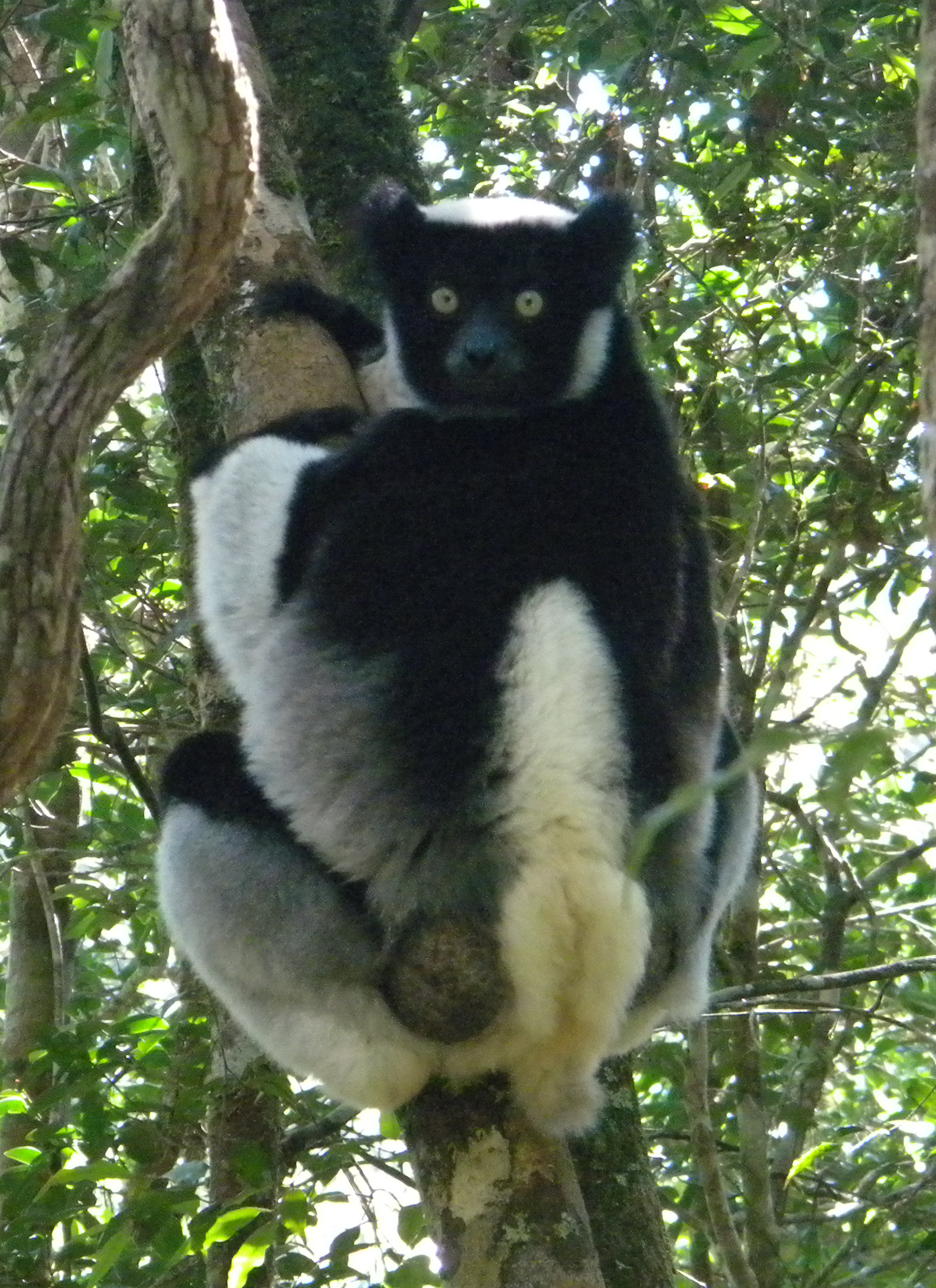
Indris krótkoogonowy – symbol parku
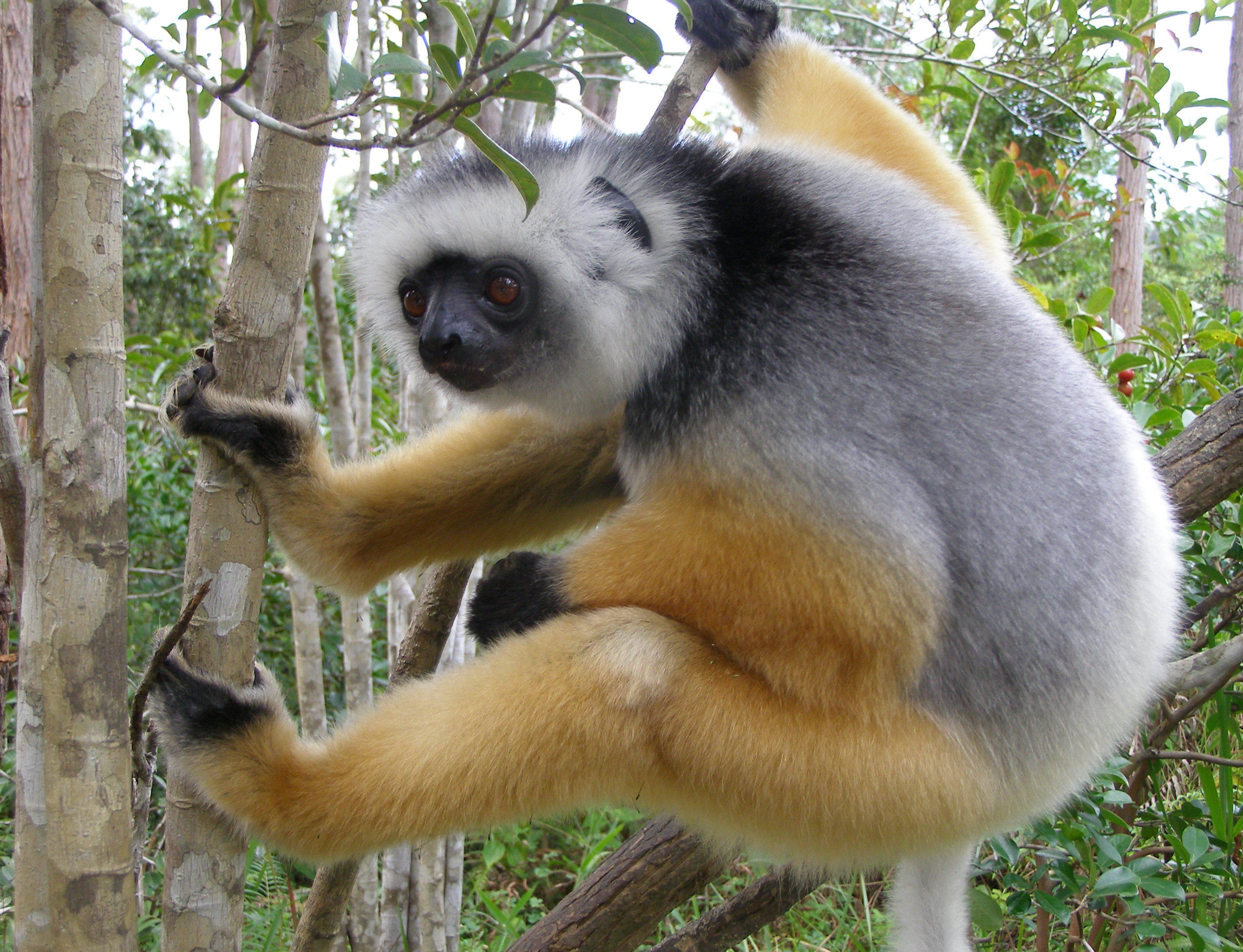
Sifaka diademowa
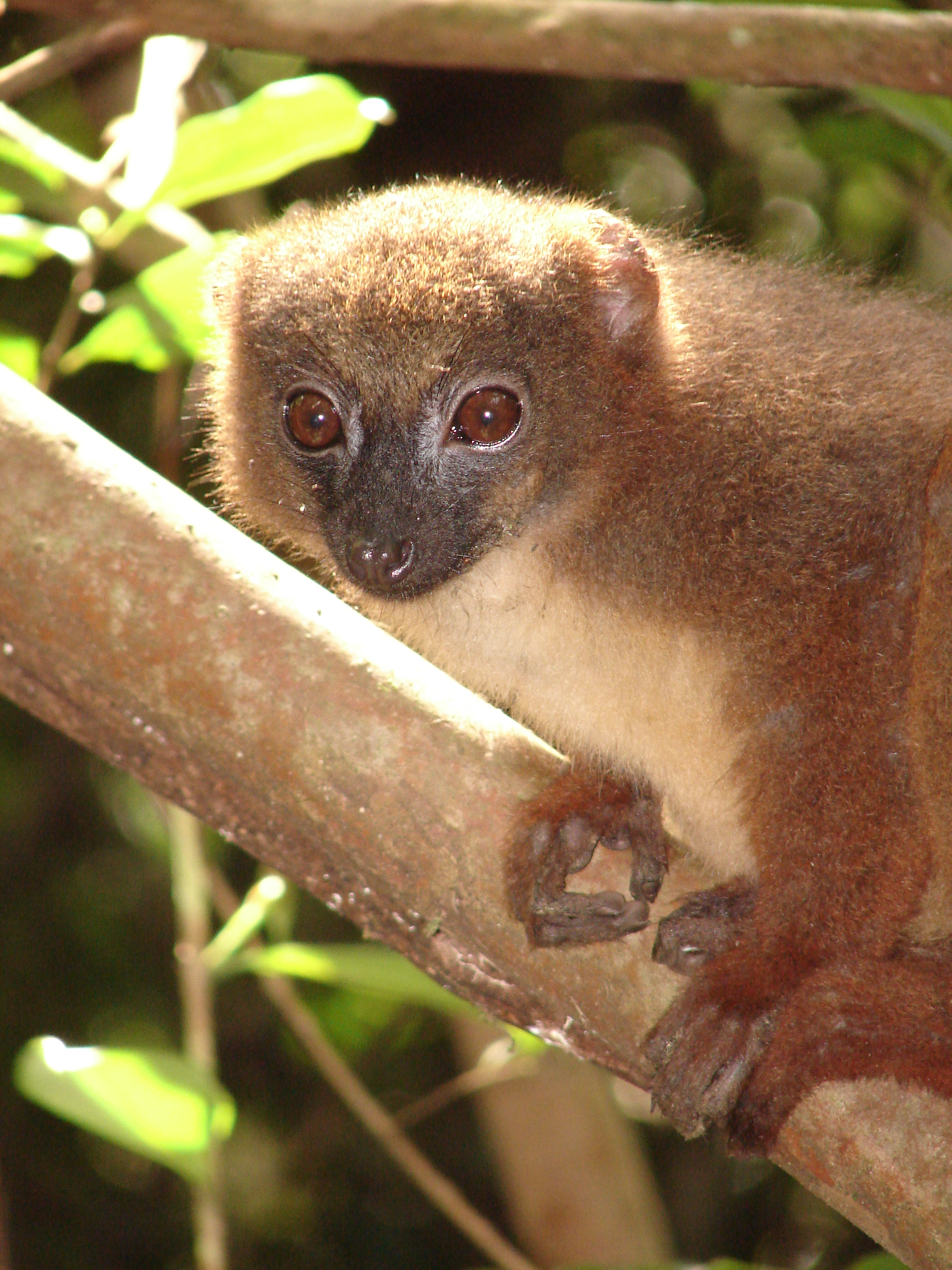
Lemuria czerwonobrzucha
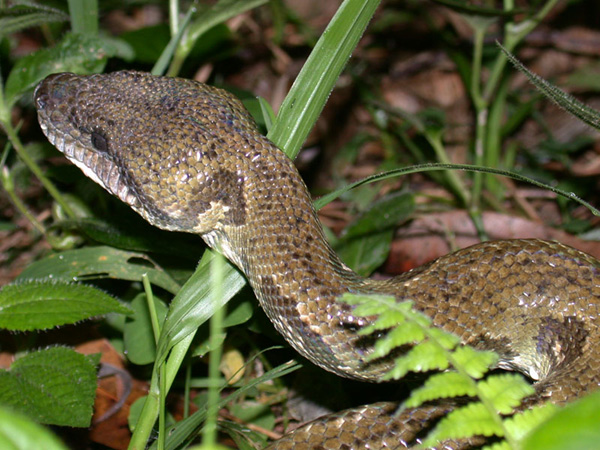
Boa manditra

## Turystyka
Park otwarty jest dla turystów przez cały rok. Udostępniono im szlaki turystyczne, po których należy chodzić z przewodnikiem. Głównym motywem wycieczek jest oglądanie dzikiej przyrody. W biurze parku znajduje się muzeum.